# Draâ Ben Khedda
Draâ Ben Khedda là một đô thị thuộc tỉnh Tizi Ouzou, Algérie. Dân số thời điểm năm 2002 là 28.376 người.